# Antoni Navarro i Grauger
Antoni Navarro i Grauger (o Grangé) (Vilaller, 12 de setembre de 1867 — Barcelona, 26 de desembre de 1936) fou eclesiàstic i poeta català. Va escriure textos majoritàriament en català, però també en castellà i aranès.

## Biografia
Fill d'un sabater i una pagesa, el mateix any que es va ordenar sacerdot va guanyar un premi literari, el 1894. Del 1904 al 1914 va ser rector de Montclar d'Urgell.
Va participar assíduament als Jocs Florals de Barcelona. Fou premiat el 1911, el 1913, el 1922 i el 1924, i nomenat Mestre en Gai Saber el 1922.
La seva poesia, d'estil popular unes vegades i d'altres artificiós, és centrada en la descripció de les terres pirinenques. Entre les temàtiques recurrents hi ha l'admiració per la bellesa de la natura i l'atenció en els temes universals.
Va traduir l'obra completa d'Ausoni juntament amb Carles Riba. Va publicar vuit poemaris, i algunes de les poesies foren musicades per Eduard Toldrà, Lluís M. Millet o Joan Tomàs.
Fou assassinat a Barcelona per un grup d'anarquistes durant la persecució religiosa esdevinguda durant la Guerra Civil espanyola.

## Selecció d'obres
- Pirinenques (1903)
- Idili Aranès (1903) (en aranès)[3]
- La balada de l'hivern (1905)
- Mossèn Jacinto Verdaguer i sa obra poètica (1908)
- Cançons perdudes (1912)
- Recitacions (1914)
- De l'infinit (1922)
- Medallons (1927)
- Roses i Estels (1928)

Poemes presentats als Jocs Florals de Barcelona
- La cançó de les Hores (1909) (1r accèssit a la Flor Natural)[4]
- Idilis lluminosos (1911) (Premi de la Flor Natural)
- Divinal Epitalami (1911) (Premi Extraordinari del Jurat)
- Les hortes florides (1917)
- La Verge bruna (1917 i 1922)
- Cançó de Maig (1919)
- Els Pobres de Crist (1920)
- La Sardana del mar (1920)
- Les virbadores (1921)
- Flor del camí (1921)
- El Poema de la Nit (1922)
- Els pobres de Crist (1922)
- La Missa dels pastors (1922)
- Els camins sense camí (1922) (Premi de la Viola d'or i d'argent)
- Quan les pomeres floriran (1922) (Premi de la Flor Natural)[5]
- Rimes de l'enyorament (1923)
- Rosa de tardor (1923)
- Oracions (1924) (Premi de la Viola d'or i d'argent)
- Englantina de set fulles (1924) (Premi de l'Englantina d'or)
- Roses de Sant Joan (1924)
- Rosa de neu (1924)
- A una rosa de tardor (1924)
- Sonata d'Abril (1931)
- Processó rural (1932) (1r accèssit a la Viola d'or i d'argent)
- La fira dels pessebres (1935) (Premi Dolors Monserdà)